# 托里切拉
托里切拉（義大利語：Torricella），是意大利塔兰托省的一个市镇。总面积26平方公里，人口4219人，人口密度162.3人/平方公里（2009年）。ISTAT代码为073028。

## 合作交流城市
- 法國 阿讷马斯